# 맹상열
맹상열(1979년 5월 21일 ~ )은 대한민국의 뮤지컬 배우이자 영화 배우이다. 

## 출연작

### 영화
- 2018년  영화  《해피 투게더》 ... 대광 역
- 2021년  영화  《화이트데이: 부서진 결계》 ... 담임 선생님 역
- 2022년  영화  《해적 Part Ⅱ: 도깨비 깃발》 ... 불출이 역

### 연극
- 《미라클》
- 《해피투게더》
- 2008년  《러브스토리》앵콜공연 ... 대협 역
- 2013년  《두 병사 이야기》
- 2013년  《오동리소방서》
- 2014년  《두 병사 이야기》
- 2014년  《두 병사 이야기》
- 2014년  《두 병사 이야기》
- 2014년 ~ 2015년  《늘근도둑 이야기》 ... 더 늘근 도둑 역
- 2014년  《늘근도둑 이야기》 (청주) ... 더 늘근 도둑 역
- 2015년  《늘근도둑 이야기》 (대구) ... 더 늘근 도둑 역
- 2015년  《늘근도둑 이야기》 (전주) ... 더 늘근 도둑 역
- 2015년 ~ 2016년  《늘근도둑 이야기》 ... 더 늘근 도둑 역
- 2015년  《늘근도둑 이야기》 (의정부) ... 더 늘근 도둑 역
- 2015년 ~ 2017년  《늘근도둑 이야기》 ... 더 늘근 도둑 역
- 2015년 ~ 2016년  《취미의 방》 ... 카네다 역
- 2016년  《늘근도둑 이야기》 (춘천) ... 더 늘근 도둑 역
- 2016년  《늘근도둑 이야기》 (대구) ... 더 늘근 도둑 역
- 2016년  《늘근도둑 이야기》 (부산) ... 더 늘근 도둑 역
- 2019년  제 5회 무죽 페스티벌 《두 병사 이야기》
- 2019년  《망원동 브라더스》 ... 김 부장 역

### 뮤지컬
- 《둘리 a-com》
- 《한 여름밤의 꿈》
- 《마이걸》
- 2007년  《사랑에 관한 다섯가지 소묘》
- 2007년  《인당수 사랑가》
- 2008년  《사랑에 관한 다섯가지 소묘》 (대구)
- 2008년 ~ 2009년  《사랑에 관한 다섯가지 소묘》
- 2008년  《사랑에 관한 다섯가지 소묘》 (부산)
- 2009년  《사랑에 관한 다섯가지 소묘》 (대구)
- 2009년 ~ 2010년  《빨래》 ... 구씨 역
- 2009년  《빨래》 (대전) ... 구씨 역
- 2010년  《빨래》 (고양) ... 구씨 역
- 2011년 ~ 2012년  《사랑에 관한 다섯가지 소묘》
- 2012년  《빨래》 (대구) ... 구씨 역
- 2012년  《빨래》 ... 구씨 역
- 2012년  《빨래》 (부산) ... 구씨 역
- 2012년  《빨래》 (대전) ... 구씨 역
- 2013년  《바람이 불어오는 곳》 ... 멀티맨 역
- 2015년  《담배가게 아가씨》 ... 영민 역
- 2015년  《담배가게 아가씨》 (울산) ... 영민 역
- 2016년 ~ 2017년  《그 여름, 동물원》 ... 그들 역
- 2017년 ~ 2018년  《그 여름, 동물원》 ... 그들 역
- 2019년  《무령의 꿈》 (공주) ... 한성귀족 역

## 곡
- 2016년  《그 여름, 동물원 OST》 中 혜화동
- 2016년  《그 여름, 동물원 OST》 中 회귀